# Marianne von Werefkin
Marianne von Werefkin, ursprungligen Marianna Vladimirovna Veryovkin, född 10 september (29 augusti g.s.) 1860 i Tula i Ryssland, död 6 februari 1938 i Ascona i Schweiz, var en rysk konstnär verksam inom den tyska expressionismen. 
Werefkins familj tillhörde den ryska aristokratin och hennes far var armégeneral. När han tog över befälet för Peter-Paulfästningen i Sankt Petersburg inreddes där en målarateljé för Werefkin. Hon studerade senare för den uppburna ryske realistiske konstnären Ilya Repin liksom för Illarion Prjanisjnikov (1840–1894) i Moskva. År 1892 träffade hon målaren Aleksej von Jawlensky som hon inledde ett mångårigt förhållande med. 
Tillsammans med tjänsteflickan Helene Nesnakomoff (1885–1965) emigrerade Werefkin och Jawlensky 1896 till München där de under påverkan av Vasilij Kandinskij, Edvard Munch och Ferdinand Hodler allt mer fjärmade sig från rysk realism och utvecklades i en expressionistisk riktning. Under långa perioder upphörde Werefkin med sitt eget konstnärskap för att i stället stödja Jawlenskys. Den "rosa salongen" i deras hem på Giselastraße in Schwabing var från 1897 en samlingsplats för Münchens konstavantgarde; de själva benämnde den ett Lukasgille. Där föddes idén till Neue Künstlervereinigung München som 1909–1910 ställde ut i flera tyska städer med verk av bland annat Werefkin, Jawlensky, Kandinskij och Gabriele Münter. Werefkin deltog även på föreningens andra och tredje utställning 1910–1911 respektive 1911–1912. På den andra utställningen var franska konstnärer som Georges Braque, André Derain och Pablo Picasso representerade, medan på den tredje oenighet inom gruppen lett till ett smalare utbud. Kandinskij, som lämnat gruppen före den tredje utställningen, grundade istället konstnärsgruppen Der Blaue Reiter med Franz Marc på vars utställning Werefkin deltog 1911–1912.
I samband med första världskrigets utbrott 1914 tvingades Werefkin, Jawlensky och Nesnakomoff som ryska medborgare att lämna Tyskland för Schweiz; till en början bodde de i Saint-Prex och från 1918 i Ascona. Efter ryska revolutionen 1917 blev Werefkin statslös och hennes fars ryska pension drogs in vilket försämrade hennes ekonomiska situation. År 1921 lämnade Jawlensky henne för att gifta sig med Nesnakomoff som fött honom en son redan 1902. Mot slutet av sitt liv umgicks Werefkin nära Ernst Alfred Aye (1878–1947) som vid hennes död 1938 i Ascona ärvde henne. Han har stått modell för munken i Ave Maria (1927) och Munken (1932). Den största delen av hennes oeuvre ägs i dag av Fondazione Marianne Werefkin och ställs ut i Ascona. Hon är även representerad vid Städtische Galerie im Lenbachhaus i München och på Bohusläns Museum.    

## Bildgalleri

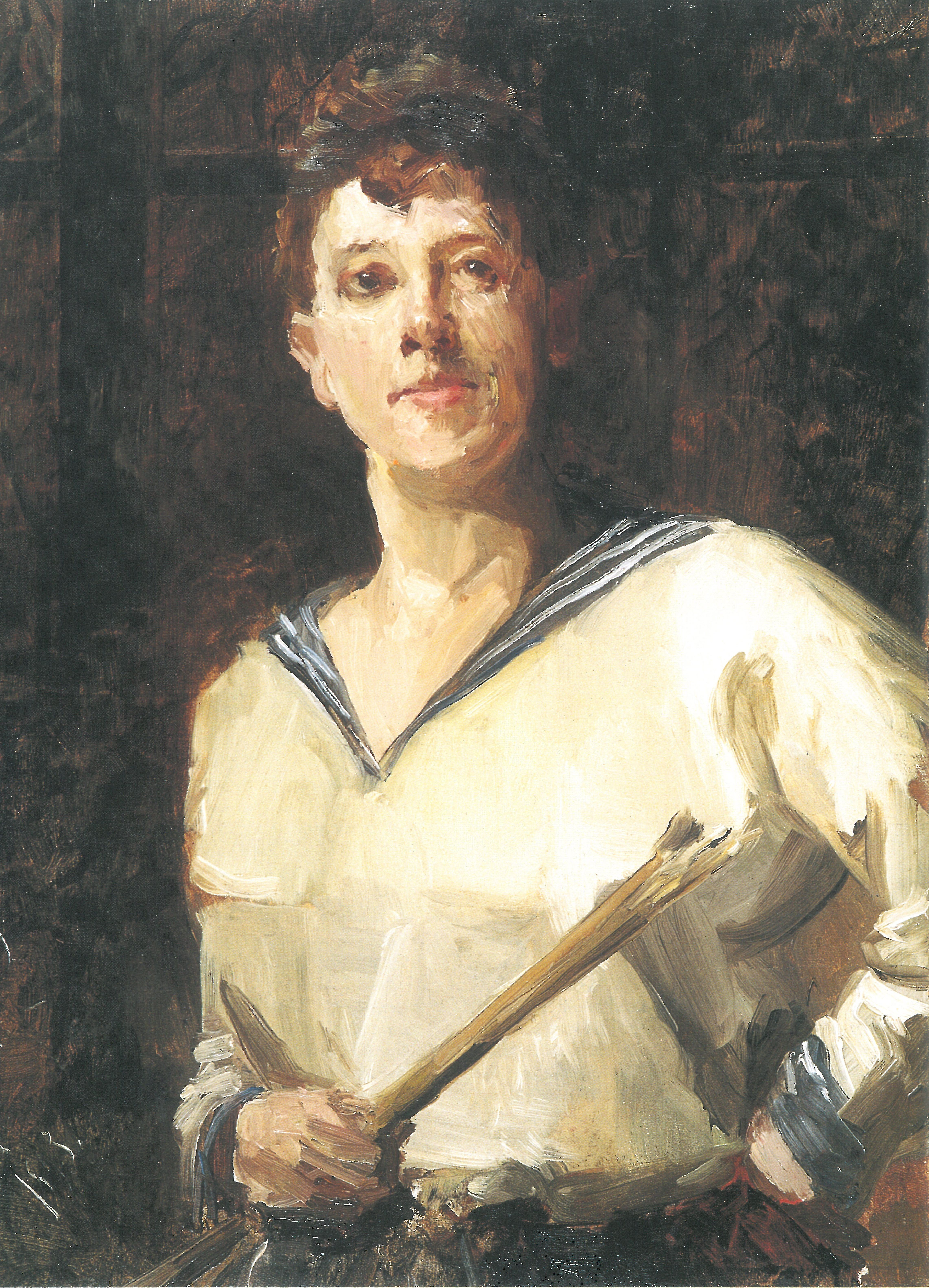
Självporträtt i sjömanskostym (1893).
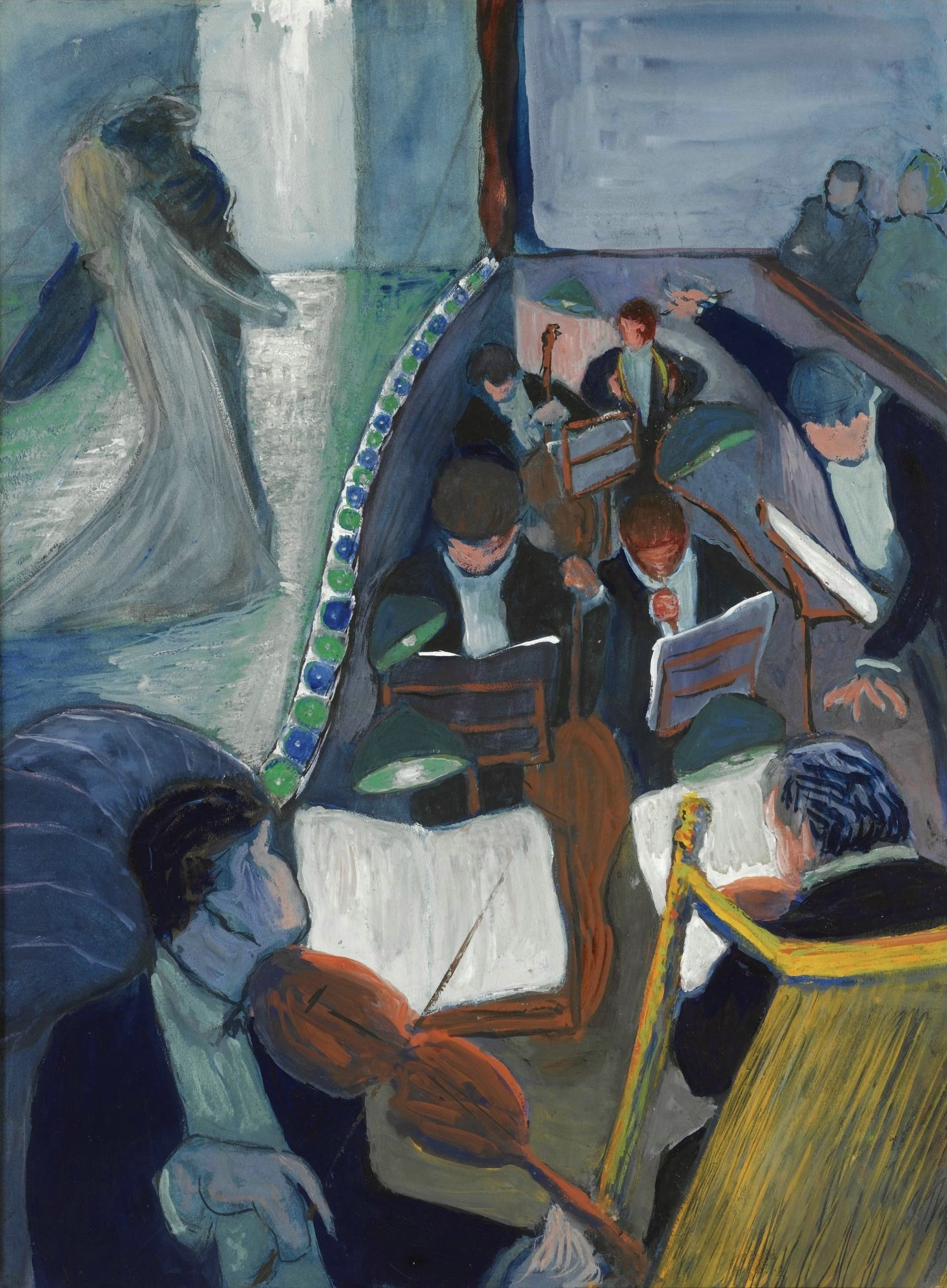
På teatern (1906).
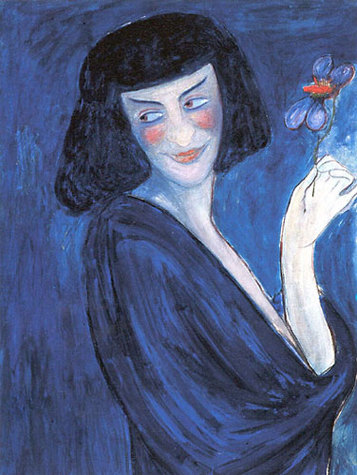
Dansaren Aleksandr Sacharov (1909).
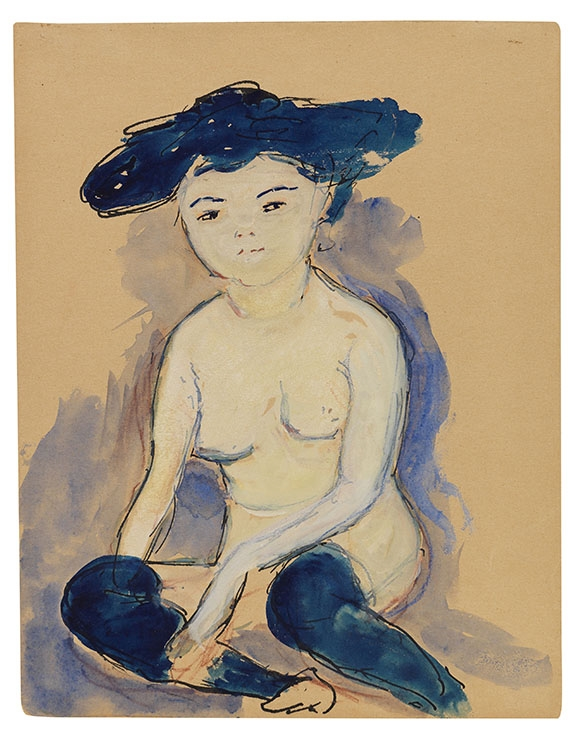
Helene Nesnakomoff (cirka 1909).
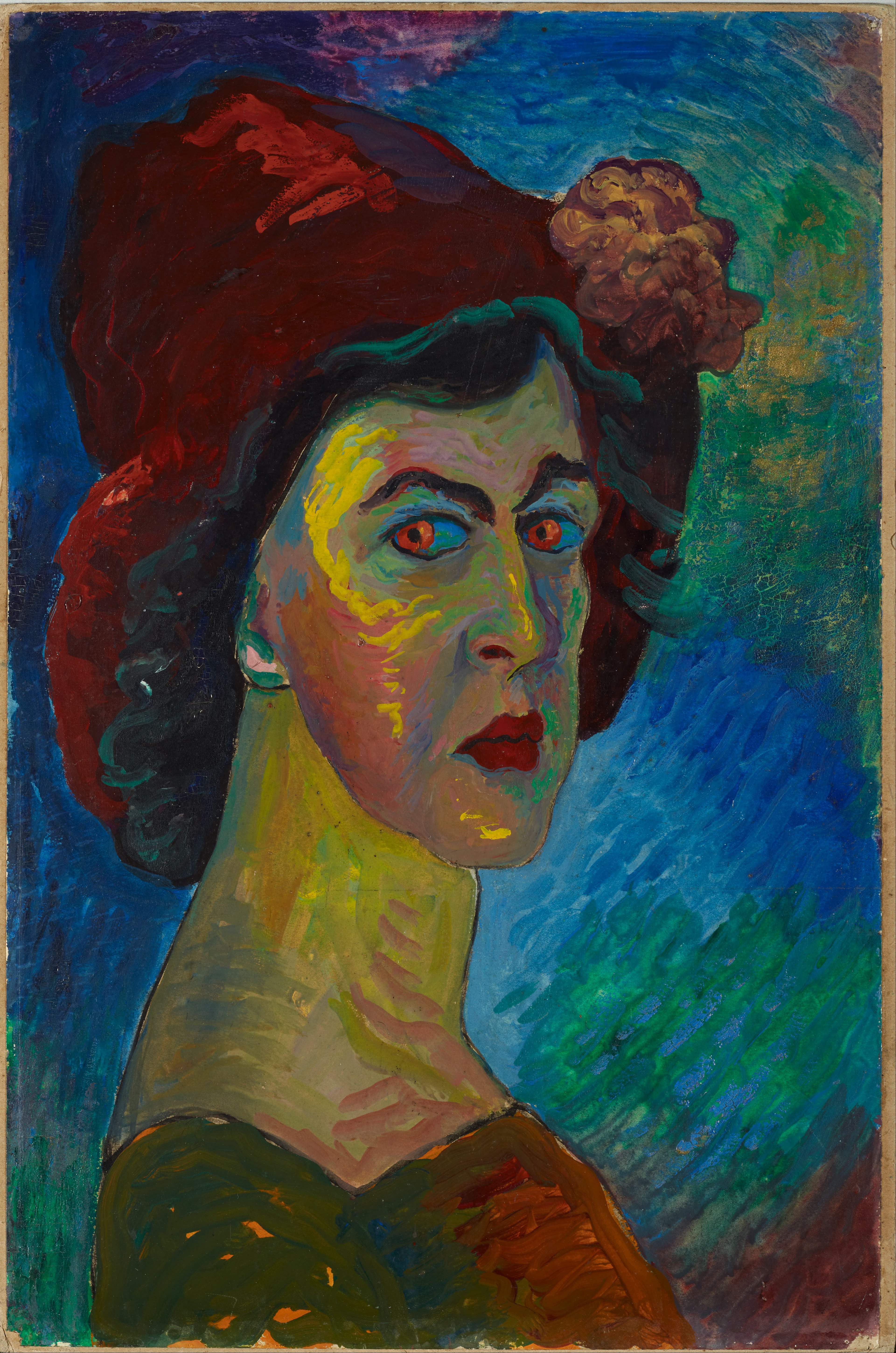
Självporträtt (1910), Städtische Galerie im Lenbachhaus.
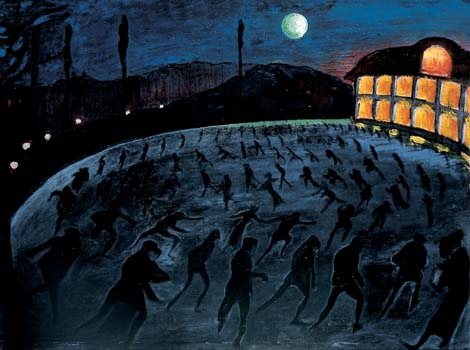
Skridskoåkare (1911).
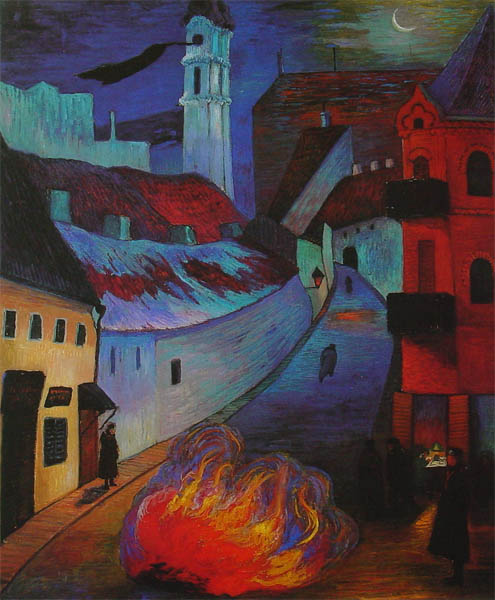
Polisstationen i Vilnius (1917).
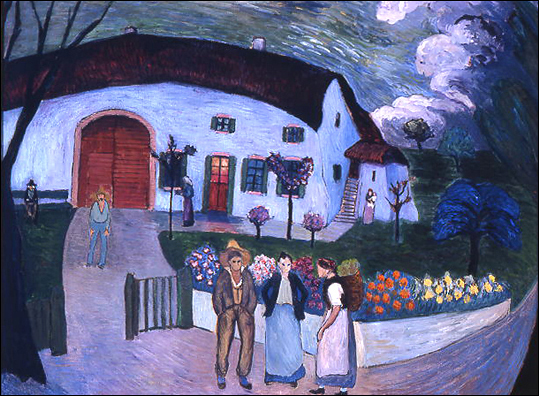
Familjen (1922).
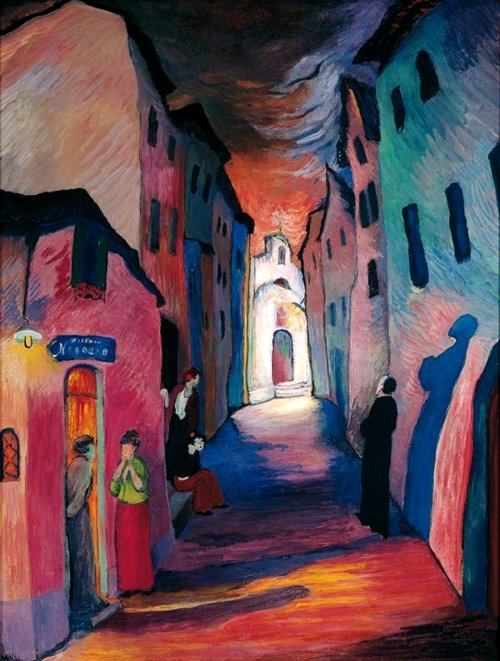
Ave Maria (1927).
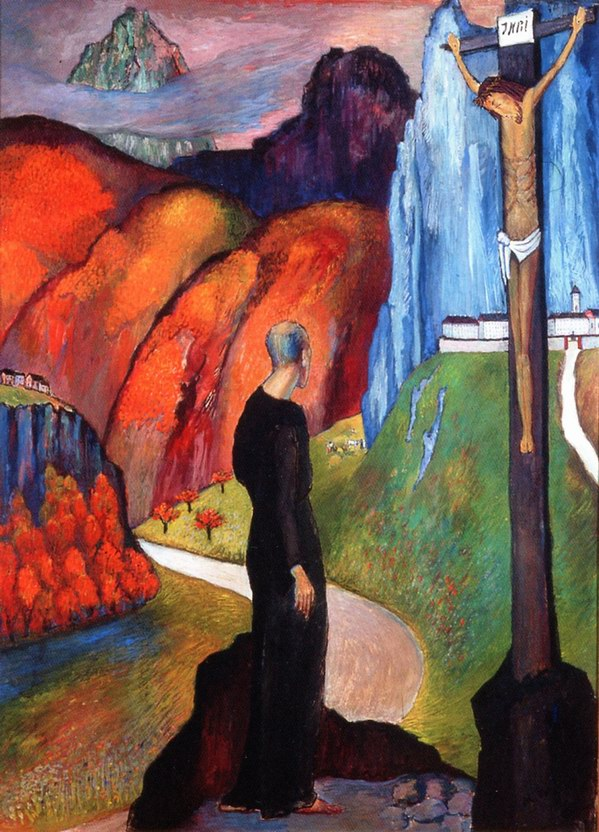
Munken (1932).
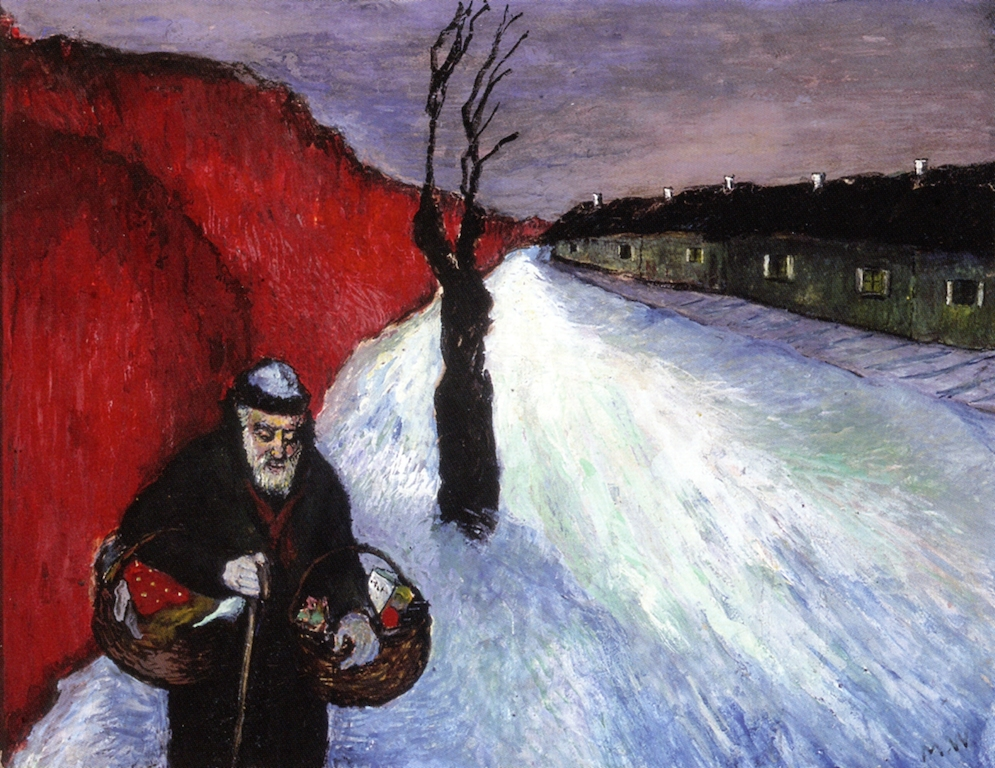
Der Krämer (utan årtal), Bohusläns museum.